# Dolní Záhoří (Lubenec)
Dolní Záhoří je malá vesnice, část obce Lubenec v okrese Louny. Nachází se asi 2,5 km na severozápad od Lubence. V roce 2009 zde bylo evidováno 7 adres. V roce 2001 zde trvale nežil žádný obyvatel.
Dolní Záhoří je také název katastrálního území o rozloze 0,68 km².

## Název
Vesnice se původně jmenovala Očedělice a její název byl odvozen ze jména Očeděl ve významu ves lidí Očedělových. V historických pramenech se název objevuje ve tvarech: de Ocziedielicz (1359), de Ocziedielicz (1384), in villa Oczyedyeliczich (1388), de Ocziedelicz (1398), de Oczedyelicz (1398), de Oczyedyelicz (1400), de Oczedielicz (1406), in Oczedieliczich (1455ú, w Ocziediliczych (1542), ves Wocžedielicze (1574), Wocziedielicze (1577) a Oczadlicze (1628). Od sedmnáctého století se objevuje německý název Dreihöfen: zu Dreyen Hoffen (1669), Dreihöfen (1785), Dreihöfen a Tři dvory (1846). V devatenáctém století se začala rozlišovat horní a dolní část vesnice: Unter-Dreihöfen a Dolenj Dvůr (1846), Záhoří Dolní a Dreihöfen (1895). Tvar Záhoří (Zahorzi) se vyskytuje od roku 1579, ale je možné, že se vztahuje k Záhořicím u Žlutic.

## Historie
První písemná zmínka o obci pochází z roku 1359.

## Obyvatelstvo
| | 1869 | 1880 | 1890 | 1900 | 1910 | 1921 | 1930 | 1950 | 1961 | 1970 | 1980 | 1991 | 2001 | 2011 |
| --- | ---- | ---- | ---- | ---- | ---- | ---- | ---- | ---- | ---- | ---- | ---- | ---- | ---- | ---- |
| Obyvatelé | 92   | 81   | 54   | 57   | 60   | .    | 38   | .    | .    | .    | .    | .    | -    | -    |
| Domy | 13   | 11   | 12   | 9    | 10   | 10   | 9    | .    | .    | .    | .    | .    | -    | -    |
| Počet obyvatel i domů v letech 1921 a 1950–1991 je zahrnut do údajů Horního Záhoří. Počet domů z roku 1961 je zahrnut v celkovém počtu domů obce Lubenec. |      |      |      |      |      |      |      |      |      |      |      |      |      |      |